# Rutenska krona
Rutenska krona je krona, s katero je bil leta 1253 v Drohiczynu kronan Danilo Galicijski. Kronanje je potekalo približno ob istem času kot kronanje Mindaugasa.
Krona ni povezana z državo Rusijo, temveč ozemljem okoli mesta Lvov. Danes velja za ukrajinski narodni simbol.

## Zgodovina
Kronanje Danila Galicijskega je tema razprav. Večina zgodovinarjev se strinja, da je potekalo okoli leta 1253, čeprav točen datum ni znan. Zgodovinar Mihajlo Hruševski je zapisal, da kronanje potekalo leta 1252, Vladimir Pašuto je menil, da je datum okoli leta 1254, Mikola Kotljar pa navaja leto 1253.
Danilo je krono prevzel iz rok Opizza Fieschija, papeškega legata in nečaka papeža Inocenca IV.
Izvorna krona velja za izgubljeno. Kljub temu obstaja veliko ugibanj o tem, kje bi se lahko nahajala. Po več ugibanjih bi lahko bila na Poljskem, v Vatikanu, ZDA in Rusiji. Poljski zgodovinar Eugeniusz Misiło meni, da je bila krona spremenjena v mitro za škofe ukrajinske grkokatoliške cerkve v Przemislu, mestu na jugovzhodu Poljske in jo išče v poljskih samostanih.

## Replika
Po ukrajinski osamosvojitvi leta 1991 se je začelo delo na repliki krone. Temelji na risbah in zgodovinskih podatkih draguljarjev iz Kijeva in zahodne Ukrajine. Krona je bila dokončana v 2000-ih in je zdaj del stalne razstave gradu Zoločiv v zahodni Ukrajini.
- Mitra Przemyślških škofov